# Saint-Pierre-de-Chandieu
Saint-Pierre-de-Chandieu es una comuna francesa situada en el departamento de Ródano, de la región de Auvernia-Ródano-Alpes.

## Demografía
| 1 080 | 1 431 | 2 314 | 2 658 | 3 523 | 4 133 | 4 316 | 4 546 |
| Para los censos de 1962 a 1999 la población legal corresponde a la población sin duplicidades (Fuente: INSEE [Consultar]) |       |       |       |       |       |       |       |